# 印度滙豐銀行
滙豐銀行（印度）（英語：HSBC India）是滙豐控股有限公司於印度的全資子公司，其母行為香港上海滙豐銀行有限公司。自1853年於孟買設立首間分行以來，滙豐成為印度歷史最悠久的外資銀行之一，並提供涵蓋消費金融、企業銀行與投資服務的多元產品線。

## 歷史
滙豐於19世紀中葉開始進入印度市場，初期以貿易金融為主，現已拓展至零售、數位銀行與企業資產管理。其於印度的IT與後勤服務中心在班加羅爾等城市設有據點。

## 營運據點
滙豐銀行（印度）於下列城市設有主要據點：
- 孟買（總部）
- 班加羅爾（電子數據處理中心）
- 清奈
- 海得拉巴
- 德里
- 浦那
- 加爾各答

### 圖片

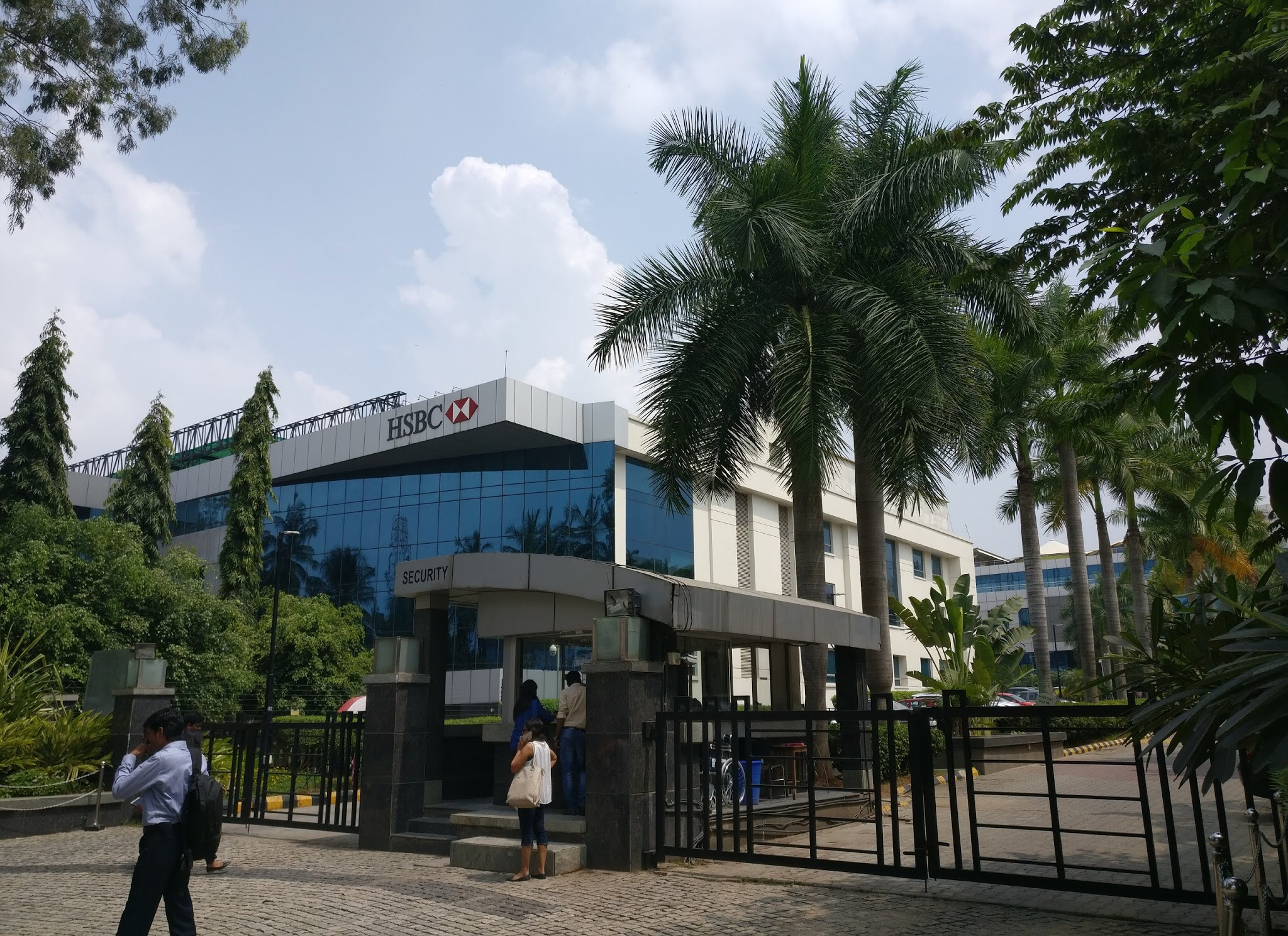
班加羅爾的電子資料處理大樓
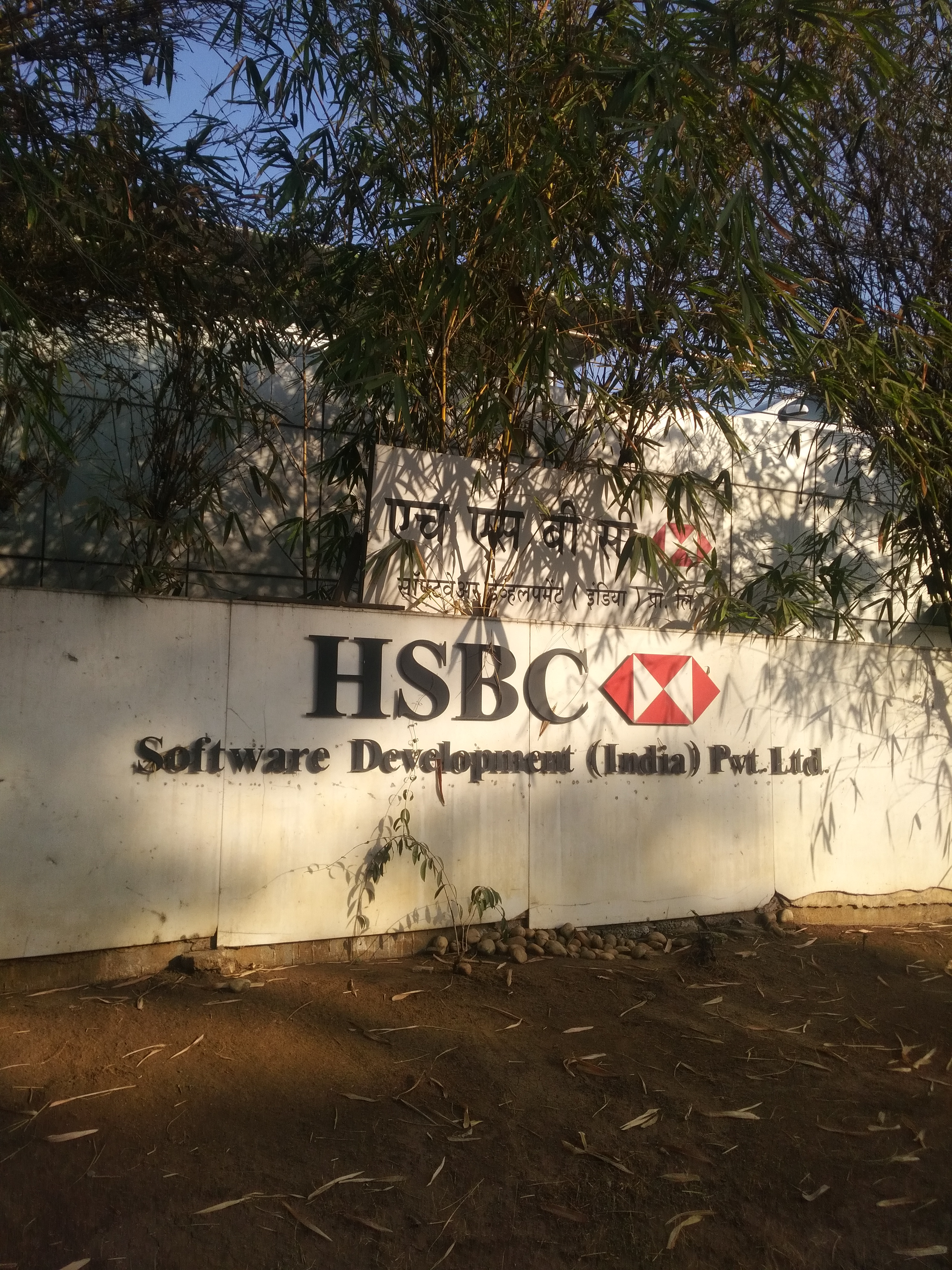
位於浦那的分行銘牌

## 事件與爭議

### 反洗錢監控失誤
```
2012年，美國參議院調查發現，滙豐在反洗錢監控方面存在嚴重缺失。其中，印度的合規審查團隊因人手不足和審查質量不高，被指出未能有效識別可疑交易。美國監管機構要求滙豐加強全球合規制度，以防範類似問題再次發生
[
1
]
。
```

### 2015年「瑞士洩密」事件
```
2015年，法國《世界報》取得滙豐日內瓦分行2006–2007年間的客戶帳戶資料，揭露該行協助全球客戶逃稅與藏匿資產
[
2
]
。其中，印度客戶數量達1,195人，涉及金額約為2,542億盧比（約合29億美元）。印度政府隨後展開調查，並對部分帳戶持有人進行稅務追繳。滙豐承認過去在盡職調查方面存在疏漏，並表示已採取措施加強合規制度
[
3
]
。
```

### 2024年信用卡詐騙案
```
2024年12月，滙豐印度分行發現有不法分子利用偽造的身份證明文件，通過線上申請方式獲得38張信用卡，並在短時間內提取約1.26億
盧比
（約合15萬美元）。該行已向孟買警方報案，並配合調查。此事件引發對銀行在客戶身份驗證和風險控制方面的關注
[
4
]
。
```

## 官網
HSBC India 官方網站
Reuters：India investigates HSBC Swiss accounts (2015)
BBC News：India's 'black money' list includes HSBC accounts